# ライフハウス大阪
ライフハウスインターナショナル教会大阪（ライフハウスインターナショナルきょうかいおおさか）は大阪にある、バイリンガル（日本語と英語）のインターナショナル教会である。
ロド&ヴィヴ・プラマー牧師の指導のもと、日本のジーザスライフハウス教会に属している。ジーザスライフハウス教会はヒルソング教会のファミリー教会ではなく、Hillsong Networkの会員である。

## 歴史
2009年、ライフハウスインターナショナル教会東京は7人で大阪に2つ目の教会を初め、それがライフハウスインターナショナル教会大阪となった。この教会はルーク・ケネディ牧師といずみケネディ牧師によってリードされている。
2013年、ライフハウス大阪は、元 伊藤忠ビルで本町駅直結のハートンホール本町に場所を移動した。ここでは、160席の広さのホールとキッズルーム、またリラックスした環境で赤ちゃんと一緒に別室から礼拝をテレビで見ることのできるママズルームも備えられている。

## 教会の礼拝
ライフハウスインターナショナル教会大阪は、バイリンガルの曲や礼拝中の全てについている通訳を含め、英語と日本語での完全な多言語礼拝を行っている。日曜日に3回の礼拝をしている。現在、毎週400人を超える人々が参加している。 ライブハウスのような大きな音での音楽を中心にメッセージは聖書箇所からの引用よりも証が多いメッセージとなっている。

## ミニストリー
毎週の 教会礼拝に加え、ライフハウス教会は様々な ミニストリーに携わっている。
ライフハウス教会の主なミニストリー:
ライフグループ
教会には、毎週少人数で集まる、弟子訓練のためのグループがあり、「ライフグループ」と呼ばれている。
ジーザスライフハウス メン&ウィメン
毎年教会が主催する、男性向けと女性向けのイベントやカンファレンスがある。
大阪ママズ
ジーザスライフハウスチャーチには、お母さんと家族のためのミニストリーがある。若いお母さんの育児を助け、毎月ゲストスピーカーをよんだりバイリンガルのゲームや音楽などを行っている。
結婚準備
ライフハウス教会では、結婚 を控えたカップルに情報提供やトレーニングを行っている。これは5週間のコースで、ロド&ヴィヴ・プラマー牧師によって書かれた資料をもとにし、結婚の目的、結婚における愛、問題解決、コミュニケーション、金銭の管理、結婚内でのセックスを扱う。
ライフハウスキッズ
ライフハウスキッズとは、11時と2時の礼拝中に行われる子供のためのプログラム（日曜学校）のことである。
年齢によって、以下の2つのプログラムがある。
- 2歳児 - 就学前向きプログラム
- 7 - 12歳小学生向きプログラム

どちらも日本語と英語のバイリンガルで行われる。
- ママズルーム: リラックスできる部屋で、お母さんが小さい赤ちゃんと一緒にテレビを通して礼拝に参加できる。ベビーカーを置いたり着替えができる場所も完備されている。キッズチャーチには等身大のカンガルーマスコット、カンタがいる。

## キングダムビルダーズ
キングダムビルダーズはライフハウス教会の「献金ミニストリー」である。これは毎月行われるイベントで、10分の1献金に加え、2つの主要な分野（プロジェクトや建物に対する教会内への献金とミッションや教会開拓に対する教会外への献金）に対して金銭的に捧げたい人のためのものである。取り上げられるトピックは、どのように職場でクリスチャンとして活躍できるかといった実践的なものが多い。

## リミックス
リミックスとは、ライフハウス大阪のコミュニティーのひとつで、リミックス礼拝における学生の集まりのことである。この礼拝ではオリジナルのエレキサウンドを交えた音楽など、スタイルの異なる音楽を使用している。